# Beuvry
Beuvry là một xã trong vùng Hauts-de-France, thuộc tỉnh Pas-de-Calais, quận Béthune, tổng Nœux-les-Mines. Tọa độ địa lý của xã là 50° 31' vĩ độ bắc, 02° 40' kinh độ đông. Beuvry nằm trên độ cao trung bình là 32 mét trên mực nước biển. Xã có diện tích 16,85 km², dân số vào thời điểm 1999 là 9175 người; mật độ dân số là 545 người/km².

## Thông tin nhân khẩu
| 1962  | 1968  | 1975  | 1982  | 1990  | 1999  |
| ----- | ----- | ----- | ----- | ----- | ----- |
| 7.749 | 7.907 | 8.147 | 8.840 | 8.744 | 9.175 |